# Nový Zéland na Letních olympijských hrách 1928
Nový Zéland se účastnil Letní olympiády 1928 v nizozemském Amsterdamu. Zastupovalo ho 9 sportovců (6 mužů a 3 ženy) ve 3 sportech.

## Medailisté
| Medaile | Jméno      | Sport | Soutěž                             |
| ------- | ---------- | ----- | ---------------------------------- |
| Zlato   | Ted Morgan | Box   | muži váha lehká střední do 66,7 kg |